# Service de prévention des épidémies et de purification de l'eau
Le Service de prévention des épidémies et de purification de l'eau est un département de l'armée impériale japonaise qui a existé de 1936 à la dissolution de l'armée en 1945. Si sa mission officielle est d'empêcher la propagation des maladies et de surveiller l'approvisionnement en eau des troupes japonaises, plusieurs armées de campagne ont également confié à ces unités la mission de fabriquer des armes biologiques. De nombreuses unités de ce type se sont également livrées à des expérimentations sur des humains, comme l'unité 731, qui a fait périr entre 300 000 et 480 000 victimes. 

## Histoire
Les unités du service de prévention des épidémies et de purification de l'eau sont de natures très diverses. Elles peuvent être rattachées aussi bien aux armées qu'aux divisions de l'armée impériale, où être indépendante. La mission officielle de ces unités n'est cependant qu'une façade : sur les quatre branches composant le service de prévention des épidémies et de purification de l'eau, seule l'une d'entre elles s'occupe effectivement de l'approvisionnement en eau. Le reste s'occupe de la création d'armes biologiques et de diverses expérimentations.

## Principales unités
Le nom des unités provient des noms de code donnés habituellement aux unités japonaises (les Tsūshōgō).
- L'unité 691 dépend de l'armée japonaise du Guandong. Elle possède cependant plusieurs sous-unités, dont la principale (et la plus célèbre du genre) est l'unité 731 de Shirō Ishii. On trouve aussi les unités 162, 643, 673 et 319 dans le même secteur.
- L'unité 1855, basée à Pékin a réalisé des expérimentations humaines sous le contrôle de l'Armée régionale japonaise de Chine du Nord[3].
- L'unité Ei 1644 (en) (ou unité Tama) réalisa le même type d'actions sous le commandement de l'Armée régionale japonaise de Chine du Sud à Nankin. Douze autres sous-unités aux noms inconnus lui sont rattachées[4],[5].
- L'unité 8604 (en) (ou unité Nami) réalisa le même type d'expériences sous le commandement du physicien Shunji Satō (en). L'existence de cette unité basée à Guangzhou ne fut formellement prouvée qu'en 1994, grâce notamment au témoignage d'un ancien membre qui parle d'expériences consistant à affamer les prisonniers jusqu'à la mort[3].
- L'unité 9420 (en) (ou unité Oka) dépend du Groupe d'armées expéditionnaire japonais du Sud et est basée à Singapour[3].
- L'unité 100 (en) dépend directement de la police militaire japonaise, la Kenpeitai. Basée dans un petit village au sud de Changchun, en Mandchourie, ses expériences concernaient surtout le développement d'armes biologiques à employer contre les Soviétiques. L'unité 543 (en) en est une subdivision[5].
- L'unité 516 (en) dépend directement de la police militaire japonaise, la Kenpeitai et est basée à Qiqihar. Elle est spécialisée dans la production d'armes chimiques comme le gaz moutarde, la lewisite ou la diphénylcyanoarsine, qui sont utilisées lors de la bataille de Changde[3].